# أرونداتي روي
سوزانا أرونداتي روي (بالهندية: अरुंधति राय) (مواليد شيلونغ 24 نوفمبر 1961) هي كاتبة هندية وناشطة سياسية فازت بجائزة بوكر سنة 1997 عن روايتها إله الأشياء الصغيرة، وفي عام 2002 فازت بجائزة لانان لحرية الثقافة. كما أنها أيضا كاتبة لاثنين من السيناريوهات وعدد من مجموعات من المقالات. ومعروف جيدا عن روي أنها ناشطة للعدالة الاجتماعية والاقتصادية.
نشطت أرونداتي روي في مجال حقوق الإنسان والحفاظ على البيئة. وأصبحت روي أعلى مبيعاً للكتب من بين الهنود غير المُغتربين.

## الحياة الشخصية
ولدت ارونداتي روي في شيلونج، ميغالايا، الهند، لأمها ماري روي مسيحية سريانية والناشطة في مجال حقوق المرأة من ولاية كيرالا، وراجيب روي مدير مزرعة شاي بنغالية من طائفة براهمو ساماجي من كولكاتا.
وقضت طفولتها في ولاية كيرالا، وذهبت إلى المدرسة في كوربوس كريستي، تليها مدرسة لورانس، ولاية تاميل نادو. ثم درست الهندسة المعمارية في كلية التخطيط والهندسة المعمارية، ونيو دلهي، حيث التقت زوجها الأول، المهندس جيرار داكونها.
والتقت روي زوجها الثاني المخرج السينمائي براديب كريشين في عام 1984، ولعبت دور الفتاة القروية في فيلمه الحائز على الجائزة صاحب ماسي. وحتي استقرارها ماليا عن طريق نجاح روايتها «إله الأشياء الصغيرة»، عملت في عدة وظائف مختلفة، منها دروس الجري في فنادق خمس نجوم في نيودلهي. روي هي بنت عم الشخصية البارزة في وسائل الاعلام برانوي روي، رئيس مجموعة وسائل التلفزيون الرائدة الهندية، وهو يعيش في نيودلهي.

## حياتها المهنية

### أعمالها
عملت روي في بداية حياتها المهنية في مجال الأفلام والتلفزيون. وكتبت سيناريو «لأي واحدة تعطي اني هذه الواحدة» عام (1989) ويعتمد الفيلم على خبرتها السابقة كطالبة في مجال الهندسة المعمارية، والذي اخرجه زوجها الحالي، و«القمر الكهربي» عام (1992): وظهرت كمؤدية في كلا من الفيلمين.
اجتذبت روي الاهتمام سنة 1994 عندما انتقدت فيلم شيكار كابور فيلم «ملكة اللصوص» والذي يرتكز على حياة فولون ديفي في استعراض لفيلمها «خديعة الاغتصاب الهندية الكبرى» حيث تساءلت عن الحق في «restage اغتصاب امرأة بدون إذنها»، واتهمت كابور استغلال ديفي وسوء تمثيل حياتها ومعناها.
بدأت روي كتابة روايتها الأولى، إله الأشياء الصغيرة، في عام 1992، وانتهت منها في عام 1996. ويعتبر الكتاب شبه سيرة ذاتية، وجزء كبير منها يجسد خبرات طفولتها في Ayemenem أو Aymanam.
وتسلم الكتاب جائزة بوكر للخيال عام 1997. وكان واحد من قائمة الكتب المشهورة لصحيفة نيويورك تايمز عام 1997. ووصلت للمركز الرابع في قائمة أحسن المبيعات لصحيفة نيويورك تايمز للخيال المستقل. ومن البداية، حقق الكتاب نجاح تجاري أيضا: تسلمت روي نصف مليون جنيه على سبيل السلفة نشر في مايو، وتم بيع الكتاب لأكثر من 18 بلد بحلول شهر يونيو.
ولاقى إله الأشياء الصغيرة تلقى تعليقات جيدة، على سبيل المثال في صحيفة نيويورك تايمز.
بعد نجاح روايتها، عملت روي ككاتبة للسيناريوهات مرة أخرى، حيث كتبت المسلسل التليفزيوني، شجرة البنيان، والفيلم الوثائقي دام العمر: فيلم لأرونداتي روي (2002)
في أوائل عام 2007، أعلنت روي أنها ستبدأ العمل على الرواية الثانية.

## النشاط والدعوة
كرست روي نفسها منذ إله الأشياء الصغيرة في المقام الأول إلى الأعمال غير الروائية والسياسة، حيث نشرت اثنان أخران من المجموعات المقالية، كما عملت أيضا على الأسباب الاجتماعية. وهي شخصية مناهضة ضد حركة العولمة\ تغيير العولمة ومن أشد المنتقدين للامبريالين الجدد والنظام العالمي من سياسات الولايات المتحدة الأمريكية.كما أنها تنتقد سياسات الأسلحة النووية في الهند والنهج المتبع في عملية التصنيع والتنمية السريعة كما يحدث الآن في الهند، والتي تتضمن مشروع سد نارمادا وشركة الطاقة Enron's activities في الهند.

### دعم نزعة كشمير الانفصالية
في مقابلة لها مع صحيفة تايمز اوف انديا نشرت في آب / أغسطس 2008، أعربت أرونداتي روي عن تأييدها لاستقلال كشمير عن الهند، بعد التظاهرات المؤيدة للاستقلال حيث احتشد حوالي 500,000 من الانفصاليون في سريناغار في كشمير جزءا من ولاية جامو وكشمير في الهند من أجل الاستقلال في 18 آب / أغسطس 2008، وفقا لمجلة تايم. واتخذت المسيرات على أنها علامة واضحة على رغبة الكشمرين في الاستقلال عن الهند، وليس للاتحاد مع الهند. وتم انتقادها من قبل الكونجرس الهندي القومي (INC) وحزب بهاراتيا جاناتا نظرا لتصريحاتها، ومع روي فان بعض الصحفيين الهنود، مثل Vir Sanghvi (رئيس التحرير التنفيذي للهندوستان تايمز) والدورق Suraiya) محرر للتايمز اوف انديا)، وسواميناثان ايار (أيضا في (تايمز اوف انديا))، قاموا بمجادلتها أيضا.

### مشروع ساردار ساروفار
وتضامنت روي مع الناشطة ميدها باتكار ضد مشروع سد نارمادا، بقولها أن السد سوف يقوم بتهجير نصف مليون شخص، وذلك مقابل تعويض ضئيل أو بدون تعويض، كما أنه لن يوفر الري المتوقع، ومياه الشرب والمنافع الأخرى. وتبرعت روي بمال جائزة بوكر الخاصة بها وعوائد كتبها أيضا على مشروع نارمادا Bachao Andolan. وظهرت روي أيضا في فراني ارمسترونغ / انزوت، 2002 فيلم وثائقي عن المشروع. وانتقدت معارضة روي لمشروع سد نارمادا ك «افتراءات غوجارات» من قبل الكونجرس وقادة حزب بهاراتيا جاناتا في غوجارات.
في عام 2002، ردت روى على الاشعار الصادر ضدها من قبل المحكمة العليا الهندية مع شهادة خطية قائلة ان قرار المحكمة للشروع في الدعاوى القائمة على التماس غير كاملة ومعيبة، في حين ترفض التحقيق في مزاعم الفساد في صفقات التعاقد العسكرية والتي تبلغ حالات فوق الحد، وتوضح «الميل المقلق» من جانب المحكمة لإسكات الانتقادات ومعارضة استخدام قوة الاحتكار. ووجدت المحكمة أن جملة روي، والتي رفضت أن تتنصل أو تعتذر عنها، تشكل جناية ويعاقب عليها لمدة يوم واحد «رمزي» سجن وبغرامة قدرها روبية على روي.2500. 48] وقضت روي عقوبة السجن ليوم واحد واختارت دفع الغرامة بدلا من ثلاثة أشهر إضافية بالسجن للخطأ.
وانتقد مؤرخ البيئة Ramachandra Guha نشاط روي الناقد لسد نارمادا. مع الاعتراف في الوقت نفسه على «شجاعتها والتزامها» للقضية، وكتب Guha أن دعوتها غارقة ومنغمسة في لذاتها الشخصية «ان قابلية أنسة روي في المبالغة والتبسيط، ووجهة نظرها ال Manichean, ونبرتها الوهاجة hectoring, اعطت اسم سيء عن التحليل البيئي». ووصف غلطها في انتقاد قضاة المحكمة العليا الذين كانوا يستمعون إلى التماس محضر من قبل نارمادا باكو أندلون بعمل طائش وغير مسؤول.
وتقول روي ان كتابتها تعبر عن عاطفتها الداخلية، والنبرة الهستيرية: «أنا هستيرية. أنا أصرخ من فوق أسطح المنازل المنكوبة. ويقول هو وناديه الصغير المعجب بنفسه 'شششششش.... سوف توقظي الجيران!' أنا أريد أن أوقظ الجيران، وهذا هو هدفي الرئيسي. أنا اريد من كل الاشخاص أن يفتحوا أعينهم».
غيل Omvedt وروي كانت شرسة المناقشات، في رسائل مفتوحة، وروي عن إستراتيجية الحركة سد نارمادا.على الرغم من الناشطين نختلف حول ما إذا كان الطلب على وقف بناء السد جميعا (روي)، أو البحث عن بدائل وسيطة (Omvedt، وصرف معظمها، وإن كانت حاسمة وبناءة.

### السياسة الخارجية للولايات المتحدة، والحرب في أفغانستان
عام 2001 ردت ارونداتي روي في مقالة في صحيفة الجارديان على القوات الأمريكية لغزو أفغانستان، على العثور على الخطأ القائل بأن هذه الحرب هي انتقام لاحداث 11 سبتمبر: «ان قصف أفغانستان ليس انتقاما لنيويورك وواشنطن. انما هو عمل آخر من أعمال الإرهاب ضد شعوب العالم». ووفقا لها، فان الرئيس الأمريكي جورج دبليو بوش ورئيس الوزراء البريطاني توني بلير مذنبين بنوع من الاذدواج الأخوي: «عندما أعلن عن الضربات الجوية، قال الرئيس جورج بوش: 'نحن أمة مسالمة ' ورد عليه سفير أميركا المفضل توني بلير، (والذي تولى أيضا حقيبة رئيس وزراء المملكة المتحدة)، 'نحن أمة مسالمة' لذلك نحن نعرف الآن.الخنازير هي الخيول. الفتيات هن الفتيان. الحرب هي السلام».
فهي ترفض ادعاءات الولايات المتحدة بانها أمة محبة للسلام والحرية، ووضع الصين و19 من دول العالم الثالث ضمن قائمة " البلدان التي كانت في حالة حرب مع أمريكا-- وقصفت -- منذ الحرب العالمية الثانية"، مثل ماحدث بالسابق في دعم الولايات المتحدة الأمريكية لحركة طالبان وتقديم الدعم لحلف الشمال (والذي لايختلف سجلها كثيرا عن طالبان"). فهي لاتجنب طالبان: "والان، ككبار وحكام، فان هجوم طالبان، والحجارة، والاغتصاب واضطهاد النساء، فلا يبدو أنهم يعرفوا شيئا اخر كي يفعلوه معهم."
في التحليل النهائي، ترى روي أن أسلوب الرأسمالية الأمريكية كجاني" "في أمريكا، صناعة الجيش، وصناعة البترول، وشبكات الاعلام الرئيسية، بل وسياسة أمريكا الخارجية، فان جميعهم تحت سيطرة نفس مجموعة الأعمال." ووضعت الهجمات على مركز التجارة العالمي والهجمات على أفغانستان في نفس المستوى الاخلاقي، أي الإرهاب، وتنعى استحالة تصور الجمال بعد عام 2001 : " هل سيكون من الممكن مرة أخر مشاهدة شروق الشمس ببطء ودهشة، أو أن تهمس للخرير الذي همس في أذنك للتو، بدون التفكير في مركز التجارة العالمي وأفغانستان ؟" 
في أيار / مايو 2003 ألقت كلمة بعنوان «الخليط الفوري بين الامبريالية والديموقراطية» في كنيسة ريفرسايد في مدينة نيويورك. ووصفت فيها الولايات المتحدة كامبراطورية عالمية والتي تحتفظ لنفسها بحق تفجير أي من رعاياها في أي وقت، حيث تستمد شرعيتها مباشرة من الرب. وكانت الكلمة لائحة اتهام لتصرفات الولايات المتحدة بشأن حرب العراق. وفي يونيو / حزيران 2005 شاركت في Tribunal العالمي على العراق. في آذار / مارس 2006، انتقدت روي زيارة رئيس الولايات المتحدة الأمريكية جورج دبليو بوش للهند، حيث أطلقت عليه «مجرم حرب».

### تسلح الهند النووي
ردا على تجارب الهند للأسلحة النووية في بوخران، وراجستان، كتبت روي نهاية التخيل (1998)، وهو نقد للسياسات النووية للحكومة الهندية.وتم نشره في مختاراتها شبح الأحياء (1999)، حيث حاربت فيه مشاريع الهند للسدود الكهرومائية في وسط وغرب ولايات مهاراشترا، وماديا براديش وغوجارات.

### انتقادات إسرائيل
في آب / أغسطس 2006، وقعت روي مع ناعوم تشومسكي، وهوارد زين، وأخرى ن خطاب في الجارديان يسمى حرب لبنان 2006 "جريمة حرب" واتهموا إسرائيل ب "ارهاب الدولة"."  وفي عام 2007، كانت روى واحدة من أكثر من 100 من الفنانين والكتاب الذين وقعوا رسالة مفتوحة بمبادرة من الشواذ المقويضين للإرهاب الإسرائيلي وجنوب غرب آسيا، وشواذ منطقة خليج شمال أفريقيا والدعوة على مهرجان فيلم سان فرانسيسكو العالمي LGBT " من الشرف الدعوة إلى مقاطعة دولية للسياسة الإسرائيلية والمعاهد الثقافية، عن طريق وقف رعاية قنصلية إسرائيل لمهرجان الفيلم LGBT وعدم مشاركة الأحداث مع قنصلية إسرائيل." 

### الهجوم على البرلمان الهندي 2001
كانت تساؤلات روي حول التحقيق في الهجوم على البرلمان الهندي عام 2001، ومحاكمة المتهمين. ودعت لوقف حكم الإعدام الصادر ضد محمد افظال لحين تحقيق البرلمان في هذه التساؤلات وتقوم الصحافة بتغطية هذه المحاولة. انتقد حزب بهاراتيا BJP روي بما يدعى الدفاع عن الإرهاب ضد المصلحة الوطنية.

### حادث موثانجا
في عام 2003، نظمت اديفازي جوثرا مها سابحه، وهي حركة اجتماعية لحقوق ملكية أراضي أديفازي في كيرالا، احتلال معظم الأرض وهي قطعة من الأرض كانت تستخدم لزراعة الاوكالبتوس في السابق في محمية موثانجا الطبيعية، على حدود كيرالا وكارناتاكا. وبعد 48 يوما، تم إرسال قوات الشرطة إلى المنطقة لطرد المحتلين وقتل واحدمن المشاركين في الحركة ورجل شرطة أيضا، وقبض على قائدي الحركة. سافرت أرونداتي روي إلى المنطقة، وزارت قادة الحركة في السجن، وكتبت رسالة مفتوحة إلى رئيس وزراء، كيرالا، وحزب العدالة والتنمية أ.ك أنتوني الآن وزير الدفاع في الهند، قائلة «لديك دم على يديك.» 

### التعليقات على هجمات مومباي عام 2008
في مقال على موقع صحيفة الجارديان (13 ديسمبر 2008)، جادلت روي أن هجمات مومباي لايمكن النظر إليها بمعزل عن غيرها، ولكن يجب أن تفهم في سياقها على نطاق واسع في تاريخ المنطقة والمجتمع مثل انتشار الفقر، وتقسيم الهند (والتي أطلقت عليه روي اسم «ركلة البريطانين الأخيرة لنا»)، والفظائع التي ارتكبت أثناء العنف في غوجارت 2002، والصراع القائم حاليا في كشمير. على الرغم من هذه الدعوة، نصت روي بكل وضوح انها تعتقد أن «لا شيء يبرر الإرهاب» وقالت عن الإرهاب انه «ايدولوجيا منزوعة القلب.» وتحذر روي من الحرب مع أفغانستان، قائلة انه من الصعب ان «اثبات البرهنة على الهجوم الإرهابي وعزله داخل حدود ولاية وطنية واحدة» وهذه الحر يمكن أن تقود إلى «سقوط المنطقة كلها في حالة من الفوضى.»  وانتقدت تصريحاتها هذه بشدة من قبل المؤلف سالمان رشدي. وانتقدها رشدي لربطها بين هجمات مومباى مع كشمير، والظلم الاقتصادي ضد المسلمين في الهند.
وقال أيضا إن حجج أرونداتي عن أن فندق تاج لايعتبر رمز للهند، عبارة عن حجج غير عادلة وغير ذكية.

### وتحذر من الإبادة الجماعية القادمة من التاميل، 2009
في مقال جديد في الجارديان، (1 أبريل 2009)، قدمت روي طلبا لاهتمام المجتمع الدولي بالنظر إلى ماوصفته، اعتمادا على التقارير، عمليات الإبادة الجماعية التي ترعاها الحكومة للتاميل في سريلانكا. وذكرت تقارير عن المخيمات والتي اقتيدت فيها التاميل كجزء من الذي وصفته بانه "وقح"، الحرب العنصرية المفتوحة."

## الجوائز
منحت أرونداتي روي عام 1997 جائزة بوكر عن روايتها إله الأشياء الصغيرة. وحملت الجائزة مبلغ مالي قدره 30.000 دولار أمريكي  والاستدلال الذي لوحظ، «يحافظ الكتاب على كل الوعود التي يقدمها.»  وقبل ذلك، فازت بجائزة الفيلم القومي عن أحسن سيناريو عام 1989، عن سيناريو شبه سيرة ذاتية في أي من هذه سوف تعطي اني هذه الوحدات .
في عام 2002، فازت بجائزة حرية الثقافة لمؤسسة لانن عن عملها «عن المجتمعات المدنية التي تتأثر سلبيا بحكومات العالم الأكثر قوة والشركات،» من أجل «لتحتفل بحياتها وعملها الجاري في الكفاح من أجل الحرية، والعدل والتنوع الثقافي.» 
ومنحت روي جائزة سيدني للسلام في مايو 2004 عن عملها في المجالات الاجتماعية وحملات الدعوة من غير عنف.
في كانون الثاني / يناير 2006، منحت جائزة Sahitya أكاديمي، وهي جائزة وطنية لاكاديمية الهند للأدب، عن مجموعتها من المقالات عن القضايا المعاصرة، جبر الهدالة المطلقة، ولكنها رفضت ان تقبلها «احتجاجا ضد اقتفاء حكومة الهند نهج الولايات المتحدة في، سياسات العنف وعدم الرحمة بارتكاب الفظائع ضد عمال المصانع، وزيادة العسكرية والليبرالية الجديدة الاقتصادية.» 

## بيان بمؤلفاتها

### الكتب
- رواية إله الأشياء الصغيرة فلامنغو، 1997. ISBN 0-00-655068-1
- رواية وزارة السعادة القصوى 2017[34]
- نهاية الخيال. Kottayam : كتب العاصمة، 1998. ISBN 81-7130-867-8.
- تكاليف المعيشة. فلامنغو، 1999. ISBN 0-375-75614-0. ويتضمن مقالات «أعظم جيد شائع» و«نهاية الخيال».
- أعظم جيد شائع. بومباي: موزع للكتاب بالهند، 1999. ISBN 81-7310-121-3.
- جبر العدالة المطلقة. فلامنغو عام 2002. ISBN 0-00-714949-2. مجموعة مقالات: «نهاية الخيال» و«أعظم جيد شائع» و«سياسة القوة»، و«السيدات لديها مشاعر، لذلك...»«جبر العدالة المطلقة» و«السلام هو الحرب». «الديمقراطية» و«الحديث عن الحرب»، و«تعالى سبتمبر».
- سياسة القوة. كامبريدج: صحافة نهاية الجنوب، 2002. ISBN 0-89608-668-2.
- الحديث عن الحرب. كامبريدج: صحافة جنوب الغرب عام 2003. ISBN 0-89608-724-7.
- تصديره لناعوم تشومسكي، لأسباب تتعلق بالدولة. 2003ISBN 1-56584-794-6.
- دليل فرد عادي للامبراطورية. كونسورتيوم 2004. ISBN 0-89608-727-1.
- السلطة العامة في عصر الإمبراطورية سبع قصص، 2004. ISBN 1-58322-682-6.
- دفتر الصكوك وصاروخ كروز: محادثات مع أرونداتي روي. مقابلات ديفيد بارسميان. كامبريدج: صحافة نهاية الجنوب، 2004. ISBN 0-89608-710-7.
- مقدمة إلى 13 كانون الأول / ديسمبر، وهو قارئ: القضية الغريب في الجوم على البرلمان الهندي. نيو دلهي، نيويورك: بنغوين، 2006. ISBN 0-14-310182-X.
- شكل الوحش: محادثة مع أرونداتي روي. نيو دلهي: بنغوين، الفايكنك 2008. (ردمك 978-0-670-08207-0).
- الاستماع إلى غراسهوبرز: ملاحظات ميدانية حول الديمقراطية. نيو دلهي: بنغوين، هاميش هاملتون، 2009. (ردمك 978-0-670-08379-4).

## روابط إضافية

### مواد السيرة الذاتية
- الموسوعة الأدبية (الجارية)
- SAWNET السيرة
- المراجع

### الأعمال، والخطابات
- علينا نحن، 'وثائقي يتضمن أعمال أرونداتي روي
- حان سبتمبر نسخة من خطاب 18 سبتمبر 2002، والحديث مع هوارد Zinn
- أرونداتي روي عن الهند، والعراق، والامبراطورية الاميركية والمعارضة مقابلة على "الديمقراطية الآن !
- يجب علينا ان نصبح مقاومة العالم (نسخة مختصرة من كلمة ألقتها في المنتدى الاجتماعي العالمي في مومباي، 16 يناير 2004)
- المد والجزر؟أو ثلج العاج؟السلطة العامة في عصر الإمبراطورية (16 أغسطس 2004 كلمة في سان فرانسيسكو)
- أي بي سي راديو الوطنية نسخة من محاضرة جائزة سيدني للسلام (مع الصوت) أو تحميل الخطاب هنا
- أكبر جبان حرب في التاريخ '؛ جملة افتتاحية في محكمة العراق (المادة بتاريخ 24 يونيو 2005)
- Podcast من أرونداتي روي ومناقشة بانكاج ميشرا «الهند في العالم» في مهرجان الادب الدولى في شانغهاى.

### أخرى
- نحن، وثائقي سياسي عن كلمات روي. متاح على شبكة الإنترنت.
- أرونداتي روي تندد بالديمقراطية الهندية  ل أتول Cowshish
- كاريرا، شيرلي دي سان جرمان وقال دا representação عار mulher م، دي سلمان رشدي ، يا ه الإلة داس pequeñas coisas ، وروي دي Arundathi. : مونتيرو، Conceição & يما تريزا دي سين الطبعة م. ريو دي جانيرو: Caetés، 2005
- «في وادي النمور» ؛ مقابلة مع مجلة أسنت على وادي نارمادا
- Ch'ien، إفيلن نين مينغ «سياسة للتصميم» (الإنجليزية الغريبة. كامبريدج: جامعة هارفارد، 2004، 154-99). مقالة عن لغة روي.متاح على شبكة الإنترنت.

## روابط خارجية
- أرونداتي روي على موقع IMDb (الإنجليزية)
- أرونداتي روي على موقع الموسوعة البريطانية (الإنجليزية)
- أرونداتي روي على موقع مونزينجر (الألمانية)
- أرونداتي روي على موقع ميوزك برينز (الإنجليزية)
- أرونداتي روي على موقع إن إن دي بي (الإنجليزية)
- أرونداتي روي على موقع أول ميوزيك (الإنجليزية)
- أرونداتي روي على موقع ديسكوغز (الإنجليزية)
- أرونداتي روي على موقع قاعدة بيانات الفيلم (الإنجليزية)